# 卖药台
卖药台是中国大陆部分网民对一些广播电台、电视台的戏称。这些广播电台、电视台因为大量播放“医疗节目”（实为广告，且几乎全部是虚假广告，多为宣传能治疗各种疑难杂症的药品）而得名。

## 起源
近年来，随着有线电视、数字电视及网络的发展，公众接受信息的渠道日益增多。而不少广播电台、电视台因节目编排单调（政府拨款甚少是其中原因之一），受众日渐减少而沦为卖药台，其中尤以二三线城市或县级电台、电视台为甚，也有极个别地下电台。

## 特征
中国大陆的卖药节目多以健康医疗类专题节目出现，在一段时期内固定时段播出。内容通常包括自称「专家」「主任」的主讲人介绍药品或保健品的疗效，以及「病患」打进电话进行咨询或证实疗效。